# Міка Кільстрем
Міка Кільстрем (фін. Mika Kihlström; 17 березня 1969 — † 2 жовтня 2000) — фінський боксер, призер чемпіонату Європи.

## Спортивна кар'єра
Міка Кільстрем був чемпіоном Фінляндії в надважкій вазі з 1991 року по 1994.
На чемпіонаті світу 1993 програв в першому бою.
На чемпіонаті Європи 1993 в чвертьфіналі переміг Олега Крижановського (Білорусь), а в півфіналі програв Зурабу Сарсанія (Грузія) і отримав бронзову медаль.
1995 року дебютував на професійному рингу. Провів 14 боїв. 2000 року помер від опіків, отриманих в результаті нещасного випадку.